# Behangen

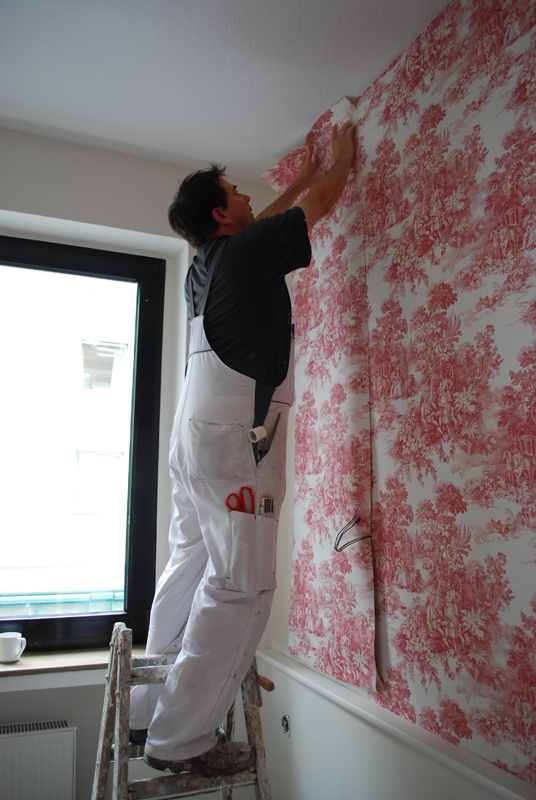
Het aanbrengen van behang

Behangen is het aanbrengen van behang op de muur. Dit direct ter eindafwerking of als onderlaag voor verdere afwerking.
Behangen begint met het klaarzetten van de lijm en hulpmiddelen om vervolgens de rollen behangpapier met een extra marge op de juiste lengte te knippen. De banen worden bij veel soorten behang met behangplaksel ingesmeerd, om ze daarna op de muur aan te brengen. Er zijn ook behangsoorten waarbij de muur wordt ingesmeerd.
De eerste baan wordt meestal met een schietlood recht gehangen. Er wordt dus niet gestart in de hoek omdat vrijwel geen enkele muur precies loodrecht is.
Volgende banen kunnen tegen elkaar aan gestoten, en vervolgens aangerold met een nadenroller. Als 'door de hoek' behangen wordt, moet eerst de ene wand gladgestreken worden, en daarna pas de andere.
De onder- en bovenkant kan het beste met een afbreekmes afgesneden worden. Beneden kan het behang 'over de plint getrokken' worden, waarna het 'over de plint afgesneden' kan worden. Als laatste kan nog even worden aangeklopt met de borstel.
Om te beginnen worden op de behangtafel alle te plakken banen (uittellen) uitgerold, en met de juiste zijde boven gekeerd. Zo kan er aan één stuk door gewerkt worden met het aanbrengen van het behang.
Wanneer het behang een motief heeft, dient bij het op lengte knippen gelet te worden dat er genoeg extra lengte wordt geknipt om het motief op de juiste plek te schuiven. Vaak staat dit op de rol aangemerkt.
Om te voorkomen dat het behang op de muur vol met bellen en blazen komt te zitten, moet de behanglijm eerst goed in het behang trekken (een paar banen vooruit smeren). Dan moet het bovenaan de muur worden aangebracht, en voorzichtig naar beneden worden uitgestreken en naar de zijkanten.
Handige hulpmiddelen bij het behangen zijn:
- behangtafel
- borstel om de lijm aan te brengen
- scherpe schaar
- behangspatel of borstel om het behang vlak op de muur te strijken
- slagmes of mes, afbreekmesjes
- nadenrollertje